# ضهر مطرو
ضهر مطرو قرية سورية في ناحية حمين في منطقة دريكيش التابعة لمحافظة طرطوس. تقع على بعد حوالي 6 كم غرب مدينة دريكيش و17 كم شرق طرطوس، جنوب الطريق الواصل بين الدريكيش وطرطوس. تقع القرية على السفوح الغربية لجبال اللاذقية.
تزرع قرية ضهر مطرو الأشجار المثمرة التي تعتمد على الطريقة البعلية، كالزيتون.